# Framnæs Mekaniske Værksted

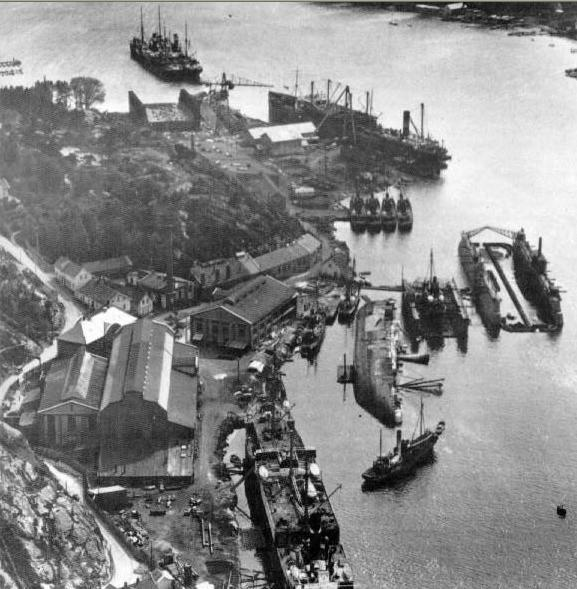
Framnæs varv 1930, med valkokeriet Phytia som kantrat vid varvet 1929

Framnæs Mekaniske Værksted, tidigare Framnæs Skibsværft, var ett norskt skeppsvarv i Sandefjord i Vestfold.
Framnæs Mekaniske Værksted uppstod ur flera tidigare skeppsvarv. Christen Christensen övertog Rødsverven efter sin far 1868 och köpte upp andra varv i omgivningen ett efter ett, bland andra Kamfjordverven och Stubbverven. Han startade Sandefjord Flytedokker A/S 1884. För att finansiera ombyggnad av varvet till att kunna bygga stålskrov omorganiserade Christensen 1898 varven till det nya aktiebolaget Framnæs Mekaniske Værksted. 
Framnæs Mekaniske Værksted var under årtionden stadens största arbetsplats. Varvet hade reparationsarbeten för den norska flottan av valfartyg och under senare tid av oljeplattformar. Varvet lades ned 1997.

## Fartyg som byggts på Framnæs Mekaniske Værksted
| Nr  | Leveransår | Namn                      | Typ          | Tonnage  | Rederi                                                            | Hemmahamn  | IMO-nummer | Status                     |
| --- | ---------- | ------------------------- | ------------ | -------- | ----------------------------------------------------------------- | ---------- | ---------- | -------------------------- |
| 12  | 1881       | Jason                     | Polarfartyg  | 495 brt  | Christen Christensen                                              | Sandefjord |            | Förstörd i brand i Italien |
| 27  | 1893       | Viking                    | Vikingaskepp |          |                                                                   |            |            | Restaureras                |
| 88  | 1911       | HVB Almirante Goni        | Valfartyg    | 168 brt  |                                                                   |            |            | Veteranfartyg              |
| 87  | 1912       | Polaris, senare Endurance | Barkentin    | 348 brt  | Adrien de Gerlache och Lars Christensen, senare Ernest Shackleton |            |            | Förlist 1915               |
| 115 | 1937       | S/S Christian Radich      | Fullriggare  | 663 brt  |                                                                   | Oslo       | 5071729    | Skolskepp                  |
| 190 | 1978       | M/F Bastø I               | Bilfärja     | 2476 brt | Alpha AS                                                          |            |            | Såld till Fiji 2015        |

## Bildgalleri

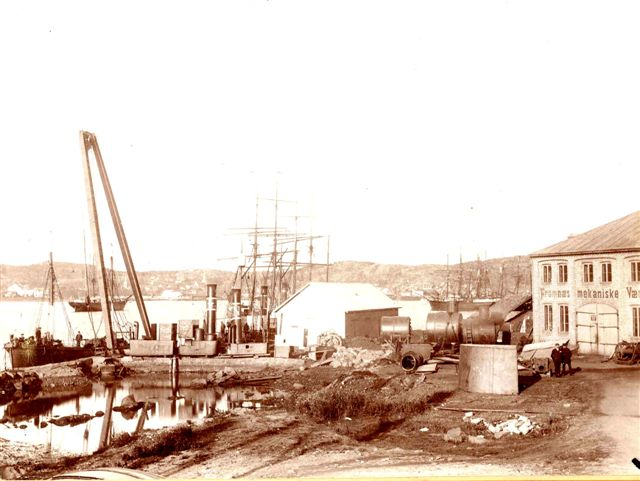
Framnæs Mekaniske Værksted
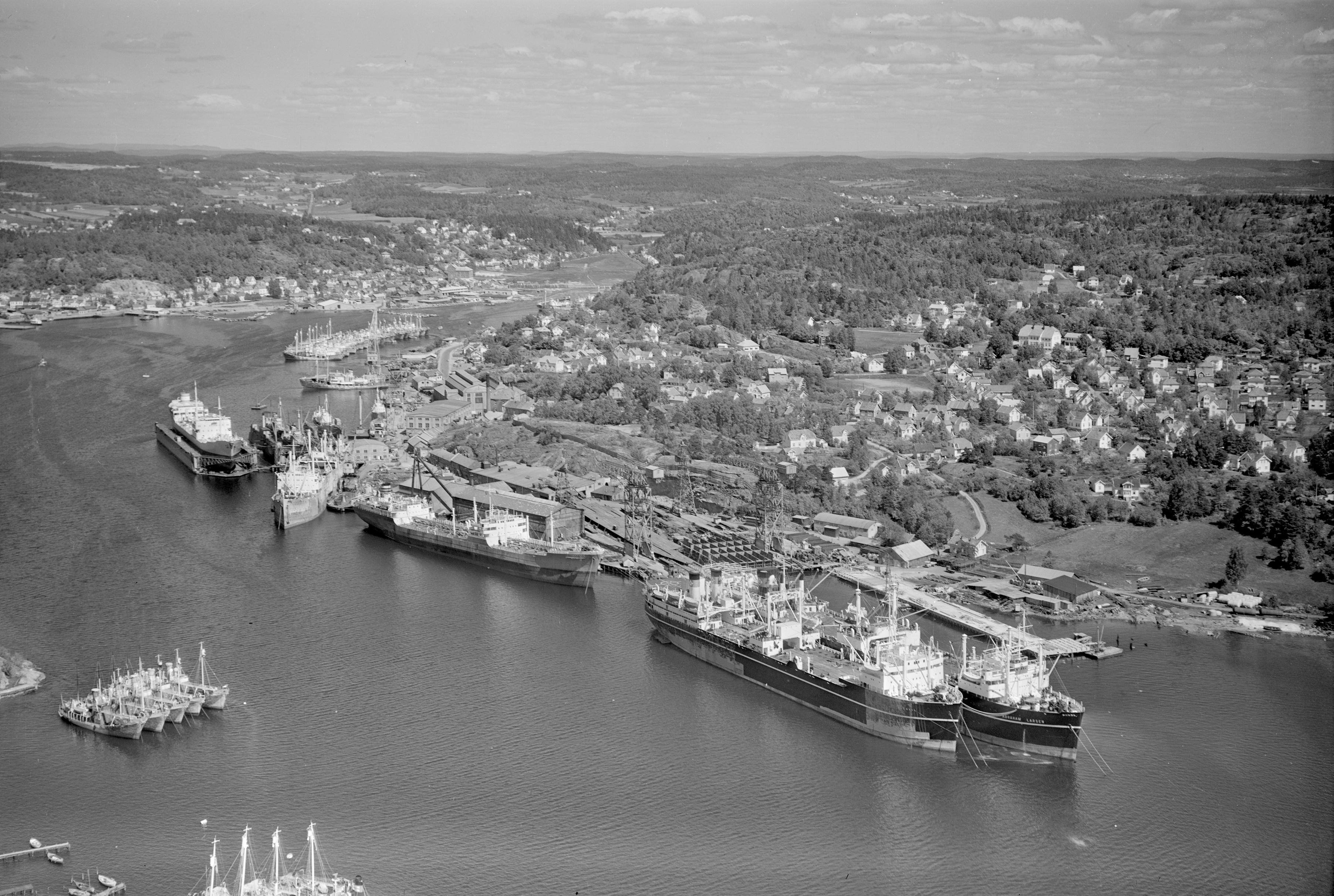
Framnæs med valbåtar 1956
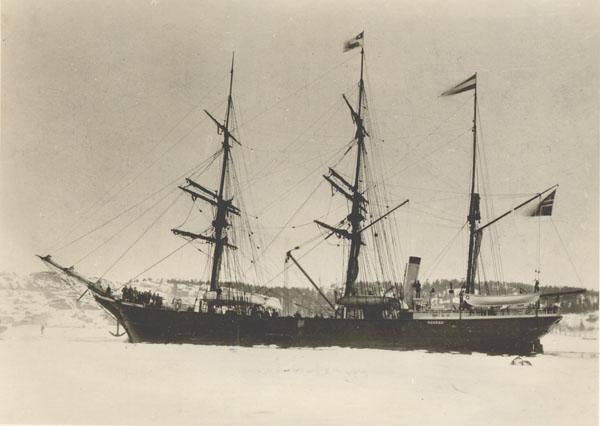
Jason i Antarktis
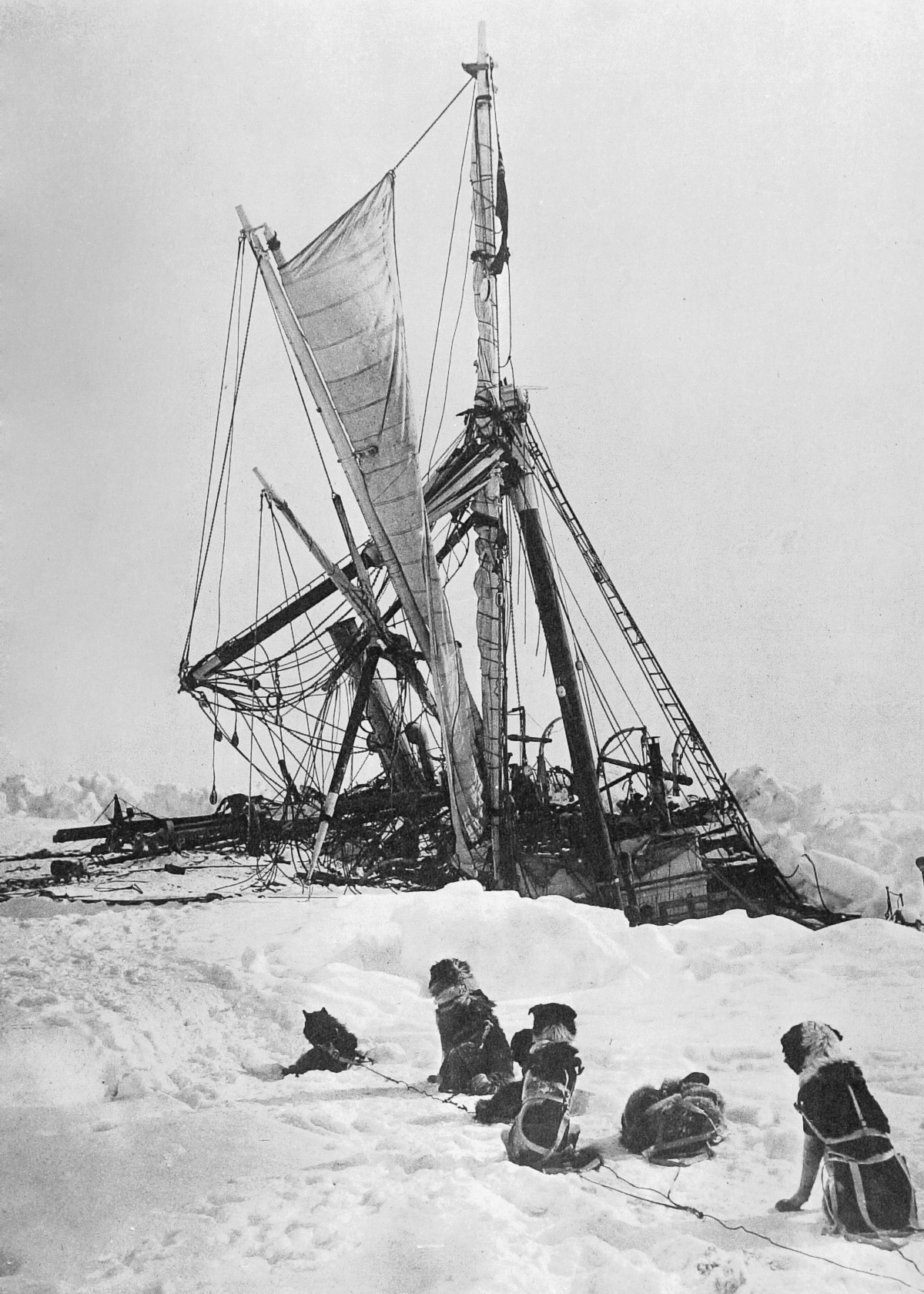
Endurances förlisning i isen